# Eva Estrada-Kalaw
Eva Estrada-Kalaw (Murcia, 16 juni 1920 - Manilla, 25 mei 2017) was een Filipijns politicus. Estrada-Kalaw was van 1965 tot 1972 lid van de Filipijnse Senaat.

## Biografie
Eva Estrada werd op 16 juni 1920 geboren als dochter van Salvador Estrada en Demtria Reynada. Ze behaalde haar Bachelor of Science aan de University of the Philippines en deed daarna een vervolgopleiding sociaal werk. Na haar opleiding ging Eva in het sociaal werk en doceerde ze zo nu en dan aan diverse universiteiten en andere onderwijsinstellingen.
Bij de verkiezingen van 1965 won Estrada-Kalaw, inmiddels getrouwd met zakenman Teodor V. Kalaw, een zetel in de Filipijnse Senaat. In de aanloop naar de verkiezingen van 1972 raakte ze in 1971, net als diverse andere senaatskandidaten van de Liberal Party gewond bij een bomaanslag op Plaza Miranda. Bij de verkiezingen werd ze herkozen, maar haar tweede termijn duurde slechts kort, omdat president Ferdinand Marcos in september 1972 de staat van beleg afkondigde en kort daarop het Filipijns Congres werd opgeheven. De periode erna voerde ze oppositie tegen Marcos. Ze werd tweemaal gearresteerd, eenmaal op verdenking van betrokkenheid bij een couppoging. Bij de verkiezingen van 1984 werd ze gekozen als lid van het Batasang Pambansa (parlement).
Na de val van Marcos door de EDSA-revolutie in 1986 deed ze bij de verkiezingen van 1987 als oppositiekandidaat mee aan de senaatsverkiezingen. Net als de meeste oppositiekandidaten slaagde ze er echter niet in om een senaatszetel te veroveren. Ze eindigde op de 27e plek, terwijl de eerste 24 kandidaten gekozen werden.